# Centropus viridis
Centropus viridis е вид птица от семейство Cuculidae.

## Разпространение
Видът е разпространен във Филипините.